# Göran Sahlberg
Göran Sahlberg, född 1954, är en svensk författare, filosofie doktor och lärare i religionspsykologi. Hans roman När tiden tog slut har översatts till ett flertal språk, däribland tyska, franska och hebreiska. Sahlberg har tidigare skrivit noveller och teaterpjäser samt varit redaktör för kulturtidskriften NOD. Han är far till journalisten och tidigare Kinakorrespondenten Hanna Sahlberg.